# Cardiophorus kuwaitianus
Cardiophorus kuwaitianus là một loài bọ cánh cứng trong họ Elateridae. Loài này được Platia & Schimmel miêu tả khoa học năm 1997.